# Chi Lỗ bình
Chi Lỗ bình hay còn gọi chi lô biên (danh pháp khoa học: Lobelia /loʊˈbiːliə, lə-/) là một chi thực vật gồm khoảng 415 loài có hoa thuộc họ Hoa chuông. Chúng phân bổ chủ yếu vùng nhiệt đới và ôn đới ấm, có một số loài mở rộng phân bổ tới vùng ôn đới mát.
Tên gọi latin của chi Lỗ bình được đặt vinh danh nhà khoa học Matthias de Lobel (1538–1616). Một số nhà thực vật xếp chi Lỗ bình nằm trong họ Lỗ bình, tuy nhiên nhiều quan điểm khác vẫn xếp chi này thuộc về họ Hoa chuông.
Danh sách loài chọn lọc bao gồm:
| - Lobelia aberdarica R.E. & T.C.E.Fries (Kenya, Uganda) - Lobelia anatina F.Wimmer – - Lobelia anceps L.f. - Lobelia appendiculata A.DC - Lobelia arnhemiaca E.Wimm (Miền tây Australia) - Lobelia assurgens L. - Lobelia bambuseti - Lobelia berlandieri A.DC. - Lobelia boykinii Torr. & A.Gray ex A.DC. - Lobelia canbyi A.Gray - Lobelia cardinalis L. (syn. L. fulgens) – - Lobelia chinensis Lour. – tiếng Trung: 半边莲; bính âm: bàn biān lián (Đông và Nam Á) - Lobelia collina Kunth (Ecuador) - Lobelia comosa - Lobelia coronopifolia - Lobelia deckenii Hemsl. (Đông Phi) - Lobelia dentata Cav. (Đông Australia) - Lobelia dortmanna L. (Bắc Mỹ và châu Âu) - Lobelia erinus L. – - Lobelia flaccidifolia Small - Lobelia flaccida - Lobelia gattingeri - Lobelia gaudichaudii A.DC (Oʻahu, Hawaii) - Lobelia gerardii - Lobelia gibberoa Hemsl. - Lobelia heterophylla Labill. - Lobelia hypoleuca Hillebr. – kuhiʻaikamoʻowahie (Hawaii) - Lobelia ilicifolia (syn. L. purpurascens) – Lỗ bình tím - Lobelia inflata L. – Thuốc lá Indian (Miền đông Bắc Mỹ) | - Lobelia kalmii L. (Bắc Mỹ) - Lobelia laxiflora Kunth – - Lobelia leschenaultiana (C.Presl) Skottsb. - Lobelia monostachya (Rock) Lammers (Oʻahu, Hawaii) - Lobelia nicotianifolia – - Lobelia niihauensis H.St.John (Hawaii) - Lobelia nuttallii J.A.Schultes - Lobelia oahuensis Rock (Oʻahu, Hawaii) - Lobelia oligophylla (Wedd.) Lammers - Lobelia pedunculata R.Br. – - Lobelia persicifolia Lam. - Lobelia pratioides Benth. – - Lobelia pinifolia - Lobelia puberula Michx. - Lobelia pyramidalis Wall. - Lobelia rhombifolia de Vriese - Lobelia rosea Wall. ex Roxb. - Lobelia sessilifolia Lamb. - Lobelia siphilitica L. - Lobelia spicata Lam. - Lobelia telekii Scwheinf (Kenya, Uganda) - Lobelia tenuior R.Br. - Lobelia thapsoidea Schott - Lobelia tupa L. - Lobelia urens L. - Lobelia valida L.Bolus - Lobelia zeylanica L. |

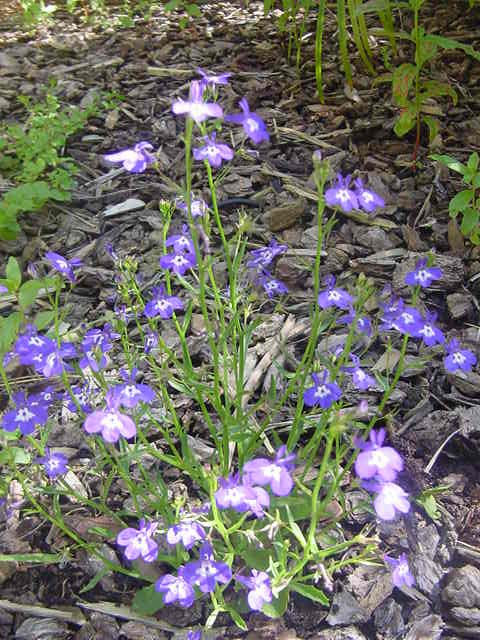
Erect Lobelia plant
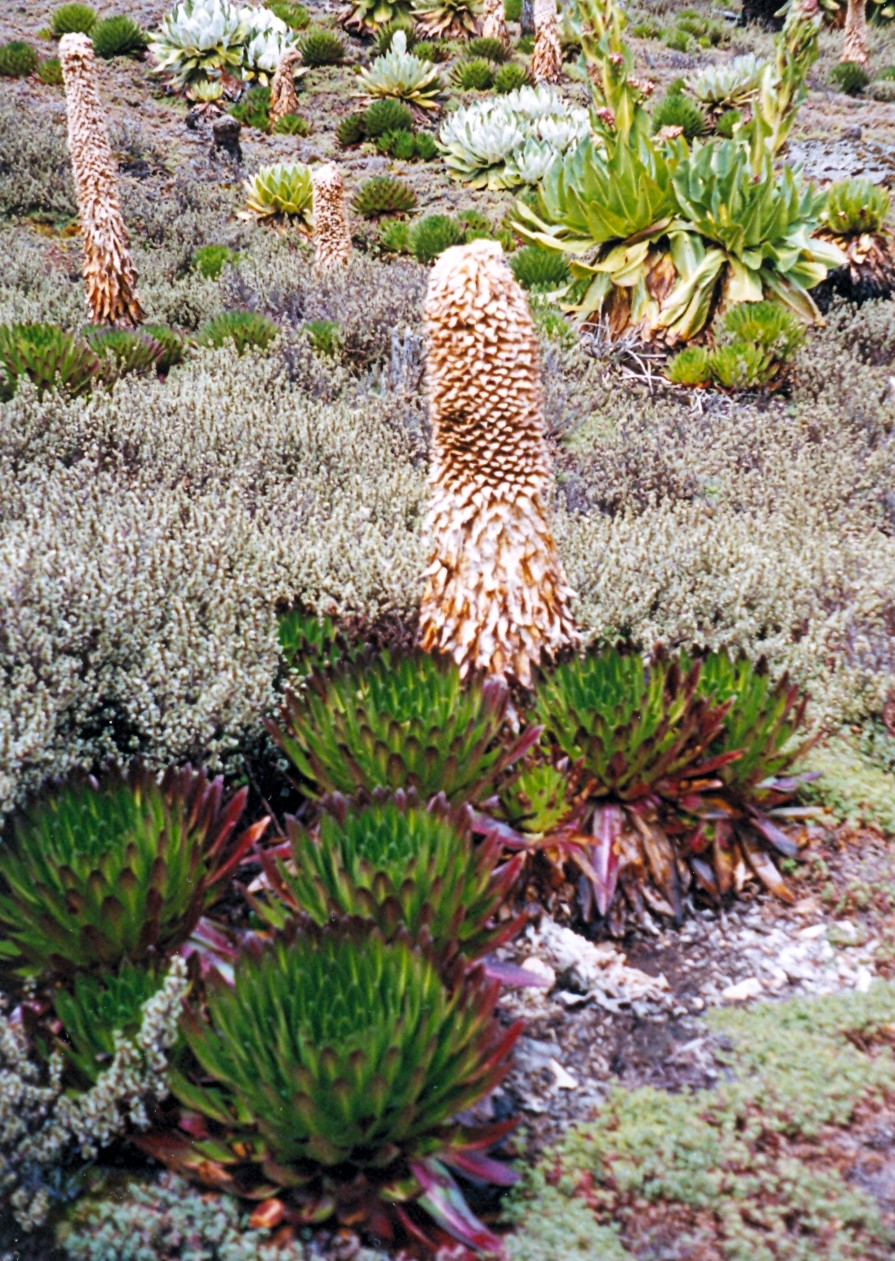
Giant lobelias (Lobelia deckenii), Mount Kenya